# فرانتس موتسارت
فرانتس موتسارت (به آلمانی: Franz Mozart) (۳ اکتبر ۱۶۴۹ – ۱۶۹۳ یا ۱۶۹۴) بنّای اهل آلمان بود.
او پدربزرگِ پدریِ لئوپلد موتسارت و جد ولفگانگ آمادئوس موتسارت، آهنگسازان اتریشی بود.
فرانتس موتسارت پسرِ مردی آجرچین به نام داوید موتسارت (۱۶۲۱–۱۶۸۵) بود.